# Vaccinium youngii
Vaccinium youngii är en ljungväxtart som beskrevs av Pedraza och Luteyn. Vaccinium youngii ingår i Blåbärssläktet, och familjen ljungväxter. Inga underarter finns listade i Catalogue of Life.